# Potres u Nikaragvi 1972.
Potres u Nikaragvi 1972. naziv je za potres koji je u subotu, 23. prosinca 1972. godine, u 12:29 sati prema lokalnom vremenu (06:29 prema UTC-u) pogodio područje u blizini glavnog grada Nikaragve, Manague. Potres je pogodio područje jačinom od 6,2 stupnja po Richterovoj ljestvici s epicentrom 28 kilometara sjeveroistočno od centra grada, na dubini od 5 kilometara. Nakon glavnog potresa, uslijedila su dva manja potresa jačine 5,0 i 5,2 magnitude u 13:18 i 13:20 sati po lokalnom vremenu. U potresu je poginulo 6.000 ljudi, 20.000 je bilo ranjeno, a 300.000 ostalo je bez svojih domova.

## Štete
Potres je teško oštetio područje u krugu od 27 četvornih kilometara od centra grada. Većina zgrada i poslovnih objekata u gospodarskoj (poslovnoj) četvrti Manague pretrpilo je veliku štetu. Tako su stradale jedna 19-ero katnica, jedna 15-ero katnica, 5 zgrada u rasponu 7-9 katova i više od 25 zgrada u visine 3-6 katova. Osim na zgradama, šteta je bilo i u prizemnicama i obiteljskim kućama, zbog seizmičkih pokreta 10-15 sekundi nakon samoga potresa. Nakon manjih potresa stradala je i većina tvornica i preostalih stambenih objekata, koji su u prvom naletu bili lakše oštećeni.
No, nije potres glavni i jedini razlog urušavanja velikoga dijela grada, već loša izgradnja. Većina obiteljskih kuća i malih trgovina bile su drvene zgrade starije od 40 godina, ispunjene uglavnom kamenom i žbukom, a većina njih nije niti imala krov. Kuće koje su i imale krov nisu imale crijepove, već lim i plastiku. Loša infrastruktura i siromaštvo su utjecali na to da se u potresu do temelja sruši 53.000 zgrada u gradu.
U potresu je teško stradao i vodovod i elektroenergetska mreža, zbog čega je tijekom sljedećih tjedan dana svega 10% grada imalo struju i vodu.

## Vanjske poveznice
|  | Zajednički poslužitelj ima još gradiva o temi Potres u Nikaragvi 1972. |

- (šp.) Informacije o potresu na stranicama INETER-a (Instituto Nicaragüense de Estudios Territoriales)
- (šp.) Fotografije ruševina, oštečenja i šteta uzrokovanih potresom na stranicama INETER-a
- Zadarski list:Potresi s najvećim brojem žrtava u svijetu od početka XX. stoljeća, objavljeno 14. siječnja 2010., pristupljeno 10. siječnja 2016.